# Складчастість платформна
Складчастість платформна (рос. складчатость платформенная, англ. platform folding; нім. Plattformfaltung f) – складчастість гірських порід, розповсюджена в межах прадавніх платформ (кратонів), молодих платформ, а також в обл. квазіплатформного режиму. Відрізняється більшою різноманітністю, але й відносною простотою морфологічних типів складок, нерівномірним (переривчастим) розвитком на площі. 
У комплекс складок, що утворюють С. п., входять: 
- а) складки осадового чохла;
- б) складки покривні, дисгармонійні стосовно деформації фундаменту;
- в) складки обволікання;
- г) складки поверхневі, або екзогенні.

## Різновиди складчастості
| - Атектонічна складчастість - Складчастість платформна - Складчастість течії - Складчастість діапірова - Складчастість постумна - Складчастість гравітаційна - Складчастість брилова - Складчастість голоморфна - Складчастість ідіоморфна - Складчастість дисгармонійна - Складчастість нагнітання - Кулісоподібна складчастість | - Складчастість куполоподібна - Складчастість успадкована - Складчастість конседиментаційна - Кулісоподібна складчастість - Складчастість паралельна - Складчастість накладена - Складчастість головна - Складчастість поперечна - Складчастість проміжна - Складчастість консеквентна - Складчастість бокового тиску |